# (7583) Rosegger
(7583) Rosegger  es un asteroide perteneciente al cinturón de asteroides, descubierto el 17 de enero de 1991 por Freimut Börngen desde el Observatorio Karl Schwarzschild, en Alemania.

## Designación y nombre
Designado inicialmente como 1991 BA3. Fue nombrado en honor al autor estirio Peter Rosegger (1843-1918), quien en vida fue muy popular en Austria. Son especialmente conocidas sus novelas Die Schriften des Waldschulmeisters y Als ich noch der Waldbauernbub war, que describen la gente y las costumbres de los pueblos de su tierra natal.

## Características orbitales
Rosegger orbita a una distancia media del Sol de 2,999 ua, pudiendo acercarse hasta 2,821 ua y alejarse hasta 3,176 ua. Tiene una excentricidad de 0,059 y una inclinación orbital de 10,827° grados. Emplea en completar una órbita alrededor del Sol 1896,68 días.
Pertenece a la familia de asteroides de (221) Eos.

## Características físicas
Su magnitud absoluta es 13,22. y tiene 7,661 km de diámetro.